# Jerzy Kałążny
Jerzy Kałążny (ur. 5 sierpnia 1956 w Gubinie) – polski literaturoznawca i germanista, profesor nauk humanistycznych w Uniwersytecie im. Adama Mickiewicza w Poznaniu, specjalność naukowa: literaturoznawstwo germańskie.

## Życiorys
Jest absolwentem Liceum Ogólnokształcącego w Krotoszynie (1975) i studiów germanistycznych na Uniwersytecie im. Adama Mickiewicza w Poznaniu (1979). Po studiach pracował jako nauczyciel języka niemieckiego, od 1983 jest pracownikiem Instytutu Filologii Germańskiej UAM. W 1994 na podstawie napisanej pod kierunkiem Huberta Orłowskiego rozprawy pt. Fiktion und Geschichte in der Geschichtsschreibung und historischen Belletristik von Alexander von Oppeln-Bronikowski uzyskał na Wydziale Neofilologii Uniwersytetu im. Adama Mickiewicza stopień doktora nauk humanistycznych (dyscyplina: literaturoznawstwo, specjalność:literaturoznawstwo). Tam też na podstawie dorobku naukowego oraz pracy pt. Unter dem bürgerlichen Wertehimmel. Untersuchungen zur kulturgeschichtlichen Erzählprosa von Wilhelm Heinrich Riehl otrzymał w 2008 stopień naukowy doktora habilitowanego nauk humanistycznych (dyscyplina: literaturoznawstwo, specjalność: filologia germańska). W 2021 otrzymał profesurę w dziedzinie nauk humanistycznych.